# Episodi di Kämpfer

Logo della serie

Questa è la lista degli episodi dell'anime Kämpfer, adattamento dell'omonima serie di light novel scritte da Toshihiko Tsukiji e illustrate da Senmu. La storia segue le disavventure di un ragazzo di nome Natsuru Senō, che viene scelto per partecipare alle battaglie delle Kämpfer (ovvero delle guerriere dotate di poteri magici), dandogli la capacità di trasformarsi in una ragazza.
La serie è stata prodotta da Nomad, diretta da Yasuhiro Kuroda, sceneggiata da Kazuyuki Fudeyasu e composta musicalmente da Tatsuya Kato. Composta da un totale di dodici episodi, è stata trasmessa originariamente in Giappone dal 2 ottobre al 17 dicembre 2009 su TBS ed è stata replicata su altre emittenti quali BS-TBS e Sun TV. King Records ha raccolto la serie in sei volumi Blu-ray e DVD distribuiti tra il 23 dicembre 2009 e il 26 maggio 2010. La sigla d'apertura è Unreal ♥ Paradise (あんりある♥パラダイス?, Anriaru ♥ Paradaisu, lett. "Paradiso ♥ surreale") cantata da Minami Kuribayashi mentre di chiusura è One way ryō omoi (ワンウェイ両想い?, Wan uei ryō omoi) interpretata da Marina Inoue e Megumi Nakajima.
Due episodi aggiuntivi, dal titolo Kämpfer für die Liebe (けんぷファー für die Liebe?, Kenpufā fyua di rīve, lett. "Guerriera per amore"), sono stati proiettati a un evento del teatro Odaiba Cinema Mediage a Tokyo il 6 marzo 2011 e soltanto uno di essi è stato trasmesso sulla TBS l'8 aprile 2011. Entrambe le puntate sono state raccolte in un volume Blu-ray e DVD reso disponibile il 25 maggio 2011. In questi ultimi due casi i brani di apertura e chiusura sono rispettivamente Choose my love! (lett. "Scegli il mio amore!") di Minami Kuribayashi e Musō shōjo A (妄想少女A? lett. "Ragazza da battaglia A") di Yui Horie.

## Lista episodi

### Kämpfer
| Nº | Titolo italiano (traduzione letterale) Giapponese 「Kanji」 - Rōmaji | In onda          | In onda |
| Nº | Titolo italiano (traduzione letterale) Giapponese 「Kanji」 - Rōmaji | Giapponese       |         |
| 1  | Destino ~I prescelti~ 「Schicksal ～選ばれし者～」 - Schicksal ~Erabareshimono~ | 2 ottobre 2009   |         |
| 1  | Natsuru Senō si sveglia al mattino e scopre di essersi trasformato in una ragazza, poi una tigre di peluche chiamata Harakiri Tora si presenta come un messaggero e gli dice che è diventato una Kämpfer, che deve combattere contro altre Kämpfer per volere di alcuni fantomatici Moderatori. La mattina dopo viene attaccato da un'altra Kämpfer di nome Akane Mishima che brandisce una pistola. Natsuru protegge la sua amica Kaede Sakura dall'attacco di Akane, prima di salvare quest'ultimo da un lampione che cade. Natsuru viene avvicinato il giorno seguente da una ragazza timida che si rivela essere Akane, la quale è completamente diversa rispetto a quando è trasformata e gli dice ciò che sa sulle Kämpfer. I due sembrano essere alleati in quanto i loro braccialetti sono entrambi blu e devono perciò affrontare le guerriere che portano quelli di colore rosso. Il giorno dopo, quando il ragazzo va da Akane per chiederle un consiglio, vengono attaccati da un'altra Kämpfer nascosta nella biblioteca della scuola. Quando Kaede appare improvvisamente tra le macerie, Akane presume sia il suo nemico e le spara con la pistola. |                  |         |
| 2  | Bagliore ~La lotta contro la morte ha inizio~ 「Glühen ～死闘の開幕～」 - Glühen ~Shitō no kaimaku~ | 9 ottobre 2009   |         |
| 2  | Natsuru impedisce ad Akane di sparare a Kaede e l'aggreditrice scappa quando suona la campanella delle lezioni. Natsuru si rende conto che anche il nemico frequenta la sua scuola e diventa diffidente verso le altre ragazze. Lui e Akane vengono poi interrogati da Shizuku Sangō, il presidente del consiglio studentesco, su ciò che è successo nella biblioteca. Natsuru promette di lasciare che Kaede incontri la sua forma Kämpfer il giorno successivo, e Akane e i loro messaggeri suggeriscono di farsi disprezzare da Kaede nella sua forma Kämpfer, ma il ragazzo non vuole farsi odiare e va comunque all'appuntamento. Successivamente Natsuru scopre che Shizuku è la loro nemica, ed insieme Akane combattono con difficoltà contro di lei e alla fine riescono a fermarla. Natsuru fa poi un patto con Shizuku per lasciarla vivere se lascerà in pace Kaede. Dopo che si sono sparse le voci sulla forma Kämpfer di Natsuru, Shizuku lo iscrive nel lato femminile della scuola. |                  |         |
| 3  | Giglio ~Il giardino fiorito segreto~ 「Lilie ～秘密の花園～」 - Lilie ~Himitsu no hanazono~ | 16 ottobre 2009  |         |
| 3  | Natsuru inizia il suo primo giorno nel lato femminile della scuola dove viene trasferito nella classe di Akane e qui è molto popolare tra le ragazze. Kaede confessa il suo amore a Natsuru, ma lui non è in grado di rispondere per via del suo braccialetto che lampeggia. Viene intervistato dal club di giornalismo, che scrive un articolo dubbio su di lui. Kaede confuta la maggior parte delle voci e le cose vanno bene fino a quando Shizuku inizia a diffondere una voce secondo cui la Natsuru femmina sta uscendo con la controparte maschile. Natsuru fugge in biblioteca e si trasforma di nuovo nella sua forma maschile, solo per essere rimproverato da Akane e inciampare su di lei. Quando Kaede vede la posizione compromettente, si rivolta contro di lui e giura di competere per conquistare l'amore di Natsuru versione Kämpfer. |                  |         |
| 4  | Dichiarazione di guerra ~Le fanciulle combattenti~ 「Kriegserklärung ～戦う乙女たち～」 - Kriegserklärung ~Tatakau otometachi~ | 22 ottobre 2009  |         |
| 4  | All'inizio del festival culturale, Natsuru è scioccato nello scoprire che Shizuku lo ha iscritto al concorso di bellezza Miss Seitetsu. Natsuru fa a Shizuku un massaggio alle spalle per farsi sostituire, ma dopo che Akane inizia a sparare, l'accordo fallisce e Natsuru viene costretto a partecipare. Decidendo di esibirsi con una canzone, lui (in forma di Kämpfer) e Akane vanno a comprare della biancheria, anche se la situazione sfugge di mano quando anche Shizuku decide di dare una mano. Kaede poi si unisce a loro in un bar karaoke, dove lei, Akane e Shizuku competono per la possibilità di cantare un duetto con Natsuru. Kaede cerca di forzare una risposta alla sua confessione da Natsuru, ma lui non è in grado di rispondere perché si deve trasformare di nuovo, così fugge via ma viene aiutato da Shizuku. Akane discute con Kaede per aver cercato di confessarsi alle sue spalle, ed entrambe, così come Shizuku, decidono di partecipare a loro volta al concorso di bellezza, con grande sorpresa e dispiacere di Natsuru. |                  |         |
| 5  | Commedia ~Primo bacio~ 「Komödie ～ファーストキス～」 - Komödie ~Fāsuto Kisu~ | 29 ottobre 2009  |         |
| 5  | Il festival culturale sta per iniziare e la classe veste Natsuru e Akane con vari costumi per il concorso di bellezza Miss Seitetsu. Nello spogliatoio, Kaede li interrompe e ancora una volta litiga con Akane. In seguito Natsuru maschio incontra Kaede e la incoraggia un po', anche se lei lo considera ancora un rivale. Il giorno del concorso di bellezza, Natsuru non ha preparato nessun numero, ma poi Kaede si esibisce in una scenetta, lanciando un bouquet tra il pubblico. I due quasi si baciano, ma vengono interrotti da Akane nella sua forma Kämpfer, che inizia a sparargli. Shizuku appare sulla scena e fa perdere i sensi a tutti gli altri, vincendo di conseguenza il concorso. Dopo la gara, Natsuru si sveglia nella sua forma maschile e il suo primo bacio viene rubato da Shizuku. Nel frattempo, l'amica d'infanzia di Natsuru, Mikoto Kondō, che aveva preso il bouquet di Sakura, trova il messaggero, Chissoku Norainu, al suo interno. |                  |         |
| 6  | Ritorno a casa ~Amico o nemico?~ 「Heimkehr ～敵か味方か～」 - Heimkehr ~Teki ka mikata ka~ | 5 novembre 2009  |         |
| 6  | Natsuru è sorpreso di scoprire che la sua amica d'infanzia Mikoto è tornata. Quando Natsuru forma Kämpfer va a scuola, è costretto a partecipare a una specie di maid café. Successivamente viene accompagnato da Shizuku, che lo avverte che arriverà una nuova Kämpfer. Kaede in seguito si unisce a loro, e Shizuku prova sottilmente a vedere se ha qualche conoscenza sulle Kämpfer e degli Animali Sbudellati che le generano. Kaede chiede a Natsuru un bacio, ma lui rifiuta e si accontenta invece di un appuntamento al festival. Quando entrano in una casa infestata, Natsuru viene attaccato da una nuova Kämpfer Rossa, che Natsuru alla fine riconosce come Mikoto. Akane interviene in seguito e la lotta viene interrotta da Shizuku, che chiede a Natsuru e Akane di rivelarle la loro vera identità. Dopo che tutti si sono messi sullo stesso livello, Shizuku concorda una tregua, poiché vuole scoprire cosa sta succedendo. Mentre Natsuru si scusa con Kaede per averla abbandonata, questa gli chiede di passare la notte a casa sua. |                  |         |
| 7  | Invito ~Gli ospiti indesiderati~ 「Einladen ～招かれざる客たち～」 - Einladen ~Manekarezaru kyakutachi~ | 12 novembre 2009 |         |
| 7  | Natsuru, accompagnato da Akane e Shizuku, arriva a casa di Kaede, che ospita molti Animali Sbudellati. Kaede inizia poi un gioco che coinvolge due persone che mordono le estremità di un bastoncino di Pocky. I tentativi di Akane di evitare che Kaede e Natsuru vengano accoppiati insieme la fanno finire con Shizuku. Nel secondo round, Akane fa coppia con Natsuru, ma lui rompe il bastoncino prima che possa raggiungerla. Dopo non essere riuscita a mettersi con Natsuru, Kaede termina il gioco e mostra a tutti la sua collezione di Animali Sbudellati, incluso un prototipo, Hiaburi Lion. Appare quindi Mikoto, che porta con sé del curry che Shizuku lancia sul viso di Natsuru come scusa per farsi una doccia. Natsuru è costretto a fare il bagno nella sua forma femminile poiché Kaede continua a sbirciare all'interno. Mentre Natsuru cerca di andare a dormire, si trasforma accidentalmente nella sua forma maschile proprio mentre Kaede si intrufola nel suo letto. Prima che Kaede lo noti, Akane appare nella sua forma Kämpfer che vuole trasmettere i suoi sentimenti a Natsuru. Proprio in quel momento, vengono attaccati da una Kämpfer bianca, Rika Ueda, che si ritira dopo l'intervento di Shizuku. Più tardi, Shizuku si chiede se sia gelosa di Natsuru.                             |                  |         |
| 8  | Tesoro ~Il primo appuntamento~ 「Liebste ～初めてのデート～」 - Liebste ~Hajimete no Dēto~ | 19 novembre 2009 |         |
| 8  | Shizuku chiede a Natsuru maschio di uscire con lei. Mentre Shizuku insiste sul fatto che sia un appuntamento vero e proprio, Natsuru la asseconda pensando che sia un piano per attirare la Kämpfer bianca. Dopo aver visitato un acquario e aver fatto un picnic, Shizuku chiede a Natsuru perché gli piace Kaede. Esitando nel chiedere se sospetta un legame tra Kaede e i Moderatori, parla poi della battaglia delle Kämpfer, ricordando un'alleata perduta. Natsuru fa un pisolino veloce e si sveglia sulle ginocchia di Shizuku, curioso di sapere se aveva provato a fargli qualcosa mentre lui dormiva. Alla fine dell'appuntamento, Mikoto li vede e si lamenta con il ragazzo. Poco dopo Akane viene in casa sua dopo aver parlato con Mikoto e gli chiede che tipo di ragazze, oltre a Kaede, vorrebbe. Quando Natsuru menziona casualmente "qualcuno come Akane", si trasforma e lo convince a fare un giuramento e ad uscire con lei. |                  |         |
| 9  | Mezza estate ~La depressione tropicale dell'amore~ 「Hochsommer ～恋の熱帯低気圧～」 - Hochsommer ~Koi no nettaiteikiatsu~ | 26 novembre 2009 |         |
| 9  | Akane sta avendo un appuntamento romantico estivo con Natsuru maschio in piscina, tuttavia si presentano anche Mikoto, Shizuku e Kaede. Qui Shizuku vede 3 Kämpfer Bianche che passano accanto a Kaede, dopodiché Natsuru femmina va a fare una passeggiata per conto proprio e viene attaccato e circondato da un gruppo di Kämpfer Bianche, che si presentano come Sayaka Nakao, Ryōka Yamakawa e Hitomi Minagawa. Akane e Shizuku salvano Natsuru e, con suo sgomento, scopre che Shizuku lo aveva usato come esca per far sì che le Kämpfer Bianche si rivelassero, queste poi finiscono per scappare piuttosto che combatterli ad armi pari. Più tardi Natsuru maschio e le ragazze si divertono in albergo. Akane e Mikoto sono scioccate dal fatto che Natsuru abbia avuto un appuntamento con Shizuku, e questa arriva persino a baciare Natsuru davanti alle altre. Kaede chiede quindi a Natsuru di accompagnarla fuori dalla stanza. Il ragazzo, affascinato dalla richiesta improvvisa di Kaede, obbedisce senza pensarci due volte. Una volta fuori, Kaede manipola Natsuru incantandolo per farlo obbedire e vanno fuori per vedere i fuochi d'artificio. |                  |         |
| 10 | Trappola ~Un'esperienza estiva~ 「Falle ～ひと夏の経験～」 - Falle ~Hitonatsu no keiken~ | 3 dicembre 2009  |         |
| 10 | Natsuru si ritrova seduto accanto a Kaede fuori dall'hotel, che lo ipnotizza per sapere cosa pensa di Shizuku. Kaede poi scompare quando Natsuru, che non ricorda nulla dopo aver lasciato la sua stanza, viene trovato e affrontato da Akane, Shizuku e Mikoto nelle loro rispettive forme Kämpfer. Tornano in hotel dove vengono accolti da Kaede che non sembra ricordare nemmeno di aver visto i fuochi d'artificio con il ragazzo. Successivamente, vanno tutti (con Natsuru in forma femminile) ai bagni delle donne, dove l'ipnotismo di Natsuru entra in gioco e ha il compito di sedurre Shizuku, ma quest'ultima riesce a farlo rinsavire con un bacio. Successivamente viene rivelato che Kaede sembra essere al comando della Kämpfer Bianche. Il giorno dopo, Kaede sussurra qualcosa all'orecchio di Shizuku, confermando i suoi sospetti. |                  |         |
| 11 | Scelta ~Inno alla gioia~ 「Wählen ～歓喜の歌～」 - Wählen ~Kanki no uta~ | 10 dicembre 2009 |         |
| 11 | Shizuku invita Natsuru a casa sua per parlarle di Kaede, facendo in modo che Hiaburi Lion sveli la verità sul sistema Kämpfer. Ricorda che la sua cara amica Tamiko è stata uccisa in una battaglia Kämpfer e da allora ha giurato vendetta contro chiunque fosse responsabile. Quando Natsuru parla a Kaede di questo argomento, cade ancora una volta sotto il suo ipnotismo. Con Natsuru sotto il suo controllo, Kaede e le Kämpfer Bianche catturano Shizuku, Akane e Mikoto. Quando le tre si svegliano scoprono di essere incatenate, e Kaede cerca di convincere Natsuru ad eliminarle, ma vede un portachiavi che aveva precedentemente comprato per Shizuku e torna in sé, dichiarando che non tradirà le sue amiche nonostante il suo amore per Kaede. Questa dichiarazione incoraggia Shizuku, Akane e Mikoto a combattere con rinnovata determinazione, consentendo loro di liberarsi e permettendo loro di sconfiggere facilmente la Kämpfer Bianca. Kaede cerca di sedurre ancora una volta Natsuru, ma si trasforma di nuovo in forma normale e viene respinto, così Kaede e il suo gruppo si ritirano. Dopo la battaglia, Shizuku, Akane e Mikoto sgridano Natsuru per aver cercato di pomiciare con Kaede di fronte a loro, poi iniziano a compere l'una contro l'altra per cercare di sedurlo a loro volta. |                  |         |
| 12 | Natale ~Il miracolo degli Animali Sbudellati~ 「Weihnachten ～臓物たちの奇跡～」 - Weihnachten ~Zōmotsutachi no kiseki~ | 17 dicembre 2009 |         |
| 12 | Natsuru si sveglia la mattina della vigilia di Natale per scoprire che lui e il suo messaggero, Harakiri Tora, si sono scambiati i corpi. La tigre sbudellata decide di uscire per godersi questa occasione e vede Mikoto, Shizuku e Akane che si sono scambiate a loro volta il corpo con i rispettivi messaggeri, ovvero Chissoku Norainu, Kanden Yamaneko e Black Seppuku Rabbit. I messaggeri si divertono con i loro nuovi corpi fino a quando non vengono sommersi di debiti a una tavola calda e vengono costretti a esibirsi in uno spettacolo. Kaede li incontra e li porta in un parco di divertimenti, dove iniziano a eccitarsi e a fare giochi erotici con lei. Successivamente Kaede si reca in una chiesa per confessare il peccato di aver commesso atti indecenti con più ragazze contemporaneamente, ma finisce per essere punita dal consiglio studentesco, che presta servizio anche lì. I messaggeri vengono a salvarla, ma finiscono per combattersi quando scoprono, con loro grande gioia, che possono provare dolore. Dopo aver salutato Kaede, si allontanano su una slitta, rivelando che il tutto era semplicemente una bizzarra storia natalizia. |                  |         |

### Kämpfer für die Liebe
| Nº         | Titolo italiano (traduzione letterale) Giapponese 「Kanji」 - Rōmaji | In onda                      | In onda |
| Nº         | Titolo italiano (traduzione letterale) Giapponese 「Kanji」 - Rōmaji | Giapponese                   |         |
| OAV 1 (13) | Tentazione ~Portarsi in vantaggio~ 「Versuchung ～抜け駆け～」 - Versuchung ~Nukegake~ | 25 maggio 2011 (solo BD/DVD) |         |
| OAV 1 (13) | Dopo l'ultima battaglia, Shizuku suggerisce che tutti e quattro debbano rimanere insieme nella stessa casa come precauzione contro le Kämpfer Bianche, anche se in realtà è semplicemente un altro tentativo per avvicinarsi a Natsuru. Il giorno seguente a scuola, i quattro si preoccuparono per il comportamento apparentemente educato di Kaede, così Shizuku interroga Hiaburi Lion, sul suo ruolo di Moderatore, ma non ottiene alcuna risposta diretta. Mikoto, preoccupata di essere lasciata indietro, chiede ad Akane di insegnarle come baciare, ma vengono entrambe viste da Sayaka Nakao, la quale poi inganna Mikoto ipnotizzandola. Nel frattempo, Kaede chiama Natsuru e lo seduce, poi manda Mikoto ipnotizzata per finire il lavoro ma intervengono Shizuku e Akane. La prima fa rinsavire Mikoto e poi si uniscono per combattere e sconfiggere Kaede. |                              |         |
| OAV 2 (14) | Vita quotidiana ~Voglio vedere delle belle cose sulle Kämpfer~ 「Jeden Tag Leben ～ひさしぶりなので, けんぷファーのちょっといいとこ見てみたい～」 - Jeden Tag Leben ~Hisashiburi na node, Kenpufā no chotto iitoko mite mitai~ | 8 aprile 2011                |         |
| OAV 2 (14) | Con Natsuru incapace di permettersi nuovi reggiseni, Akane gli suggerisce di intraprendere un lavoro part-time, dove vengono entrambi ricattati dal consiglio studentesco per lavorare in un caffè di conigliette. A peggiorare le cose, Natsuru maschio accetta inavvertitamente di partecipare a un Mixer nello stesso bar, al quale partecipano anche Shizuku e Mikoto. Mentre il Mixer va avanti, Shizuku stuzzica Natsuru con domande sul tipo di ragazza che gli/le piace e alcuni giochi di gambe sottobanco. Dopo che il turno è finito, Natsuru e Akane si nascondono in un armadietto per evitare di essere scoperti nudi dagli altri e finiscono per rimanere rinchiusi all'interno. Akane si trasforma e quasi soccombe alla situazione, ma vengono presto liberati dal consiglio studentesco che scatta altre foto per ricattarli.                            |                              |         |

## Home video

### Giappone
King Records ha raccolto la serie in sei volumi Blu-ray e DVD distribuiti tra il 23 dicembre 2009 e il 26 maggio 2010. La miniserie OAV è stata pubblicata il 25 maggio 2011.
| N°  | Data             | Episodi | Fonte |
| --- | ---------------- | ------- | ----- |
| 1   | 23 dicembre 2009 | 1-2     | [ 2 ] |
| 2   | 27 gennaio 2010  | 3-4     | [ 2 ] |
| 3   | 24 febbraio 2010 | 5-6     | [ 2 ] |
| 4   | 24 marzo 2010    | 7-8     | [ 2 ] |
| 5   | 28 aprile 2010   | 9-10    | [ 2 ] |
| 6   | 26 maggio 2010   | 11-12   | [ 2 ] |
| 6   | 26 maggio 2010   | 11-12   | [ 2 ] |
| OAV | 25 maggio 2011   | OAV 1-2 | [ 2 ] |